# Radhia Haddad

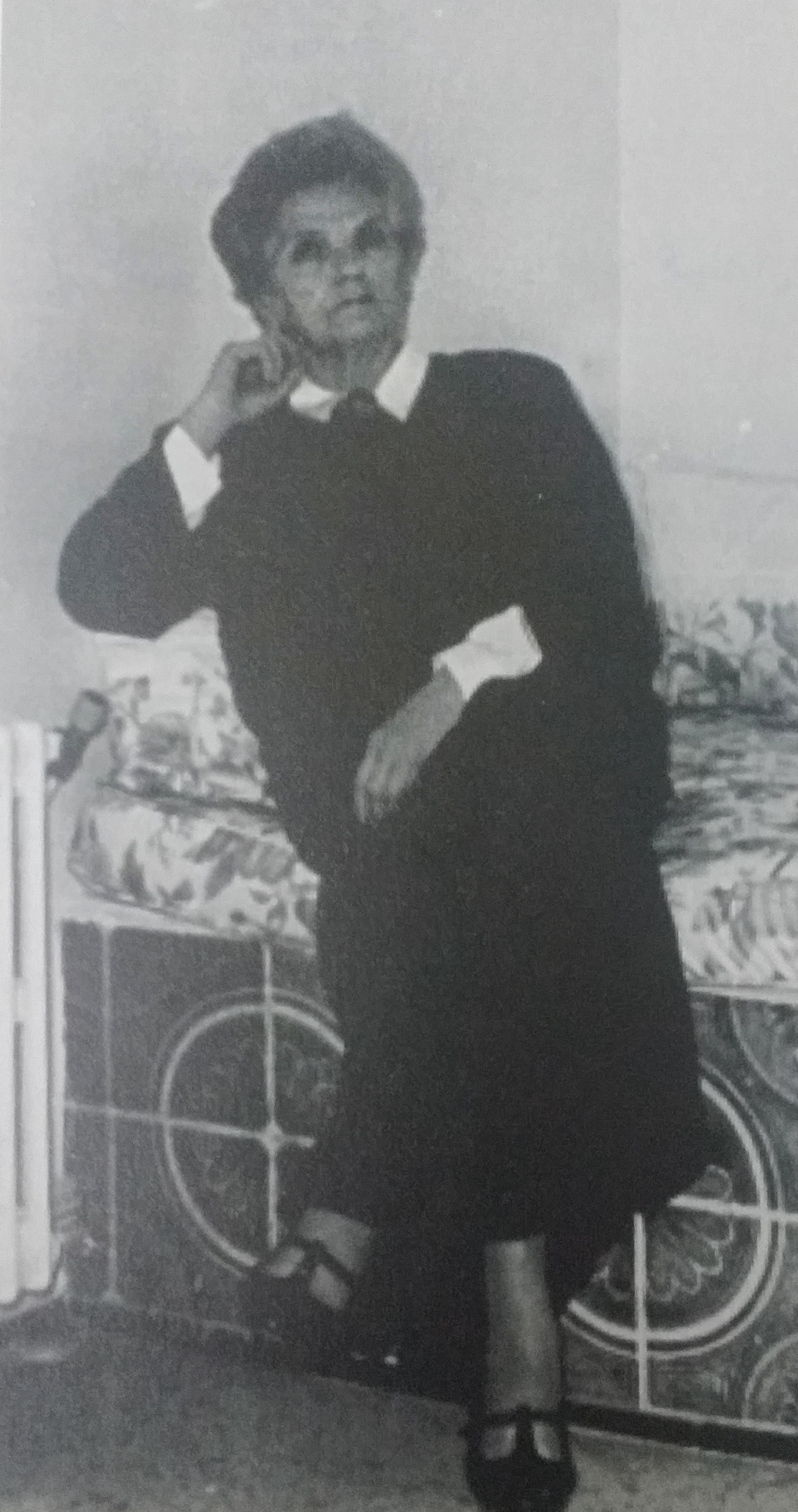
Radhia Haddad im Alter

Radhia Haddad (arabisch راضية الحداد, geboren am 17. März 1922 in Tunis als Radhia Ben Ammar arabisch راضية بن عمار; gestorben am 20. Oktober 2003 in Karthago) war eine tunesische Frauenaktivistin und Politikerin und von 1958 bis 1972 die Vorsitzende der Tunesischen Nationalen Frauenunion (UNFT, Union Nationale de la Femme Tunisienne).

## Leben
Radhia war die Tochter von Salah Ben Ammar und wuchs in einer traditionell-bürgerlichen tunesischen Familie auf. Nach sechs Jahren Grundschule veranlassten ihre Eltern das Ende ihrer Schullaufbahn, da Bildung nur ihren Brüdern zukommen sollte, während die Zwölfjährige sich nun verschleiern sollte. Ihre Schriftbildung in Arabisch und Französisch wurde aber durch ihren Bruder, den späteren tunesischen Menschenrechtler Hassib Ben Ammar, insgeheim weiter gefördert. Auch der Doktor der Familie, der politisch aktive Abderhaman Mami, förderte ihre politische Bildung. Ohne Wissen der Eltern trat sie der militanten muslimischen Frauenunion Tunesiens bei, welche von 1936 von Bchira Ben Mrad gegründet worden war und die gegen die französische Besatzung Tunesiens agierte.
Sie heiratete 1940 einen Cousin. 1946 beschloss sie nach Treffen mit Mitgliedern der Neo-Destur-Partei, den ihr aufgedrängten Schleier abzulegen, worin auch ihr Ehemann sie unterstützte. Sie gründete im Folgejahr eine eigene Frauenorganisation und verfasste auch ein Theaterstück mit einer Rolle für sich selbst. Mit der Unabhängigkeit Tunesiens ab 1956 und dank den politischen Freiheiten, die der erste Präsident Habib Bourguiba auch den Frauen einräumte, war Haddad ein Gründungsmitglied der Tunesischen Nationalen Frauenunion UNFT. Als 1958 deren erste Präsidentin Aïcha Bellagha abtrat, sorgte Bourguiba dafür, dass Radhia Haddad in der Abstimmung über Bellaghas Nachfolgerin gewann. Sie kandidierte auch für politische Wahlen und saß so als erste Frau ab 1959 für die Neo-Destur-Partei in der Abgeordnetenkammer des tunesischen Parlaments. Sowohl innerhalb der UNFT wie auch der regierenden Einheitspartei setzte sie sich für die Alphabetisierung und finanziellen Freiheiten von Frauen ein und sorgte so für tiefgreifende gesellschaftliche Veränderungen. Sie gründete auch die politische Frauenzeitschrift La Femme.
Im Laufe der autokratischen Präsidentschaft von Bourguiba wuchs allerdings die politische Distanz zu ihm. Sie folgte ihm noch bei der Umwandlung der Neo-Destur- in die Sozialistische Destur-Partei (PSD) im Jahr 1964, doch sie verlor sein Vertrauen, als sie sich in den Krisenjahren 1969 und 1970 mit Ahmed Mestiri zusammentat, der einen demokratisch-liberalen Flügel um sich scharte. Hatte Bourguiba sie zuvor noch scherzhaft als „Präsidentin der Frauen“ bezeichnet, wurde sie nun von ihm des Ungehorsams bezichtigt. Sie trat im März 1972, vorgeblich freiwillig, aus UNFT und PSD aus. 1974 wurde sie auch juristisch belangt und trotz eines großen Aufgebots an politisch aktiven Verteidigern zu einer Geld- und Freiheitsstrafe verurteilt. Entsprechend verlor sie 1974 auch das Abgeordnetenmandat und zog sich aus dem politischen Leben zurück. Sie baute stattdessen den Verlag Elyssa auf.
1995 erschien eine Autobiografie, in welcher sie Bourguiba trotz ihrer politischen Enttäuschung als großen Mann würdigte. Ihr Enkel ist Youssef Chahed, von 2016 bis 2020 tunesischer Premierminister.